# Mesoplodon hectori
El zifio de Hector (Mesoplodon hectori) es una especie de cetáceo odontoceto de la familia Ziphidae. Es un pequeño zifio que viven en el Hemisferio Sur. Recibe su nombre en honor a Sir James Hector, uno de los fundadores del museo colonial en Wellington, Nueva Zelanda. 

## Descripción
De color gris oscuro a marrón en la región dorsal desde el melón hasta el pedúnculo caudal; flancos, hocico y vientre de color gris claro a blanco. Los machos adultos presentan coloración blanca en el hocico y cara inferior de la aleta caudal.
Posee un cuerpo delgado. Cabeza pequeña y hocico corto; melón poco desarrollado. Con dos surcos ventrales (en forma de V) en el área de la garganta. Las aletas pectorales son cortas, la aleta dorsal posee una base triangular, es  pequeña, ligeramente falcada. Se ubica en el tercio posterior del dorso.
Respecto a la dentadura, presenta un diente moderadamente pequeño, aplanado y triangular en el extremo de cada mandíbula inferior, sólo son visibles en los machos adultos, aún con la boca cerrada. Alcanza 4,5 m de longitud. Peso de 1 a 2 t.

## Población y distribución
El zifio de Hector tiene una distribución circumpolar en aguas templadas del hemisferio sur entre aproximadamente 35 ° y 55 °S. La mayoría de los registros son de Nueva Zelanda, pero también hay informes de Islas Malvinas, Tasmania, y Tierra del Fuego.